# Calodesma tamara
Calodesma tamara là một loài bướm đêm thuộc phân họ Arctiinae, họ Erebidae. Loài này được Hering mô tả năm 1925. Loài này có ở Brasil and French Guiana.